# Pachira patinoi
Pachira patinoi là một loài thực vật có hoa trong họ Cẩm quỳ. Loài này được (Dugand & A.Robyns) Fern.Alonso mô tả khoa học đầu tiên năm 1998.